# Monder Rizki
Monder Rizki (Brussel, 16 augustus 1979) is een Belgisch atleet, die uitkomt op de midden- en lange afstand. Hij nam tweemaal deel aan Olympische Spelen.

## Loopbaan
Rizki vertegenwoordigde België op de Olympische Spelen van 2004 in Athene, waar hij in de series van de 5000 m werd uitgeschakeld. Tijdens de Europese kampioenschappen van 2006 in Göteborg kwam hij uit op de 5000 (11e) en 10.000 m (17e).
Op de Olympische Spelen van 2008 in Peking kwam hij, evenals vier jaar eerder in Athene, uit op de 5000 m, maar sneuvelde in de halve finales: hij werd 8e met een tijd van 13.54,41.

## Persoonlijke records
outdoor
| Onderdeel | Prestatie | Datum        | Plaats         |
| --------- | --------- | ------------ | -------------- |
| 3000 m    | 7.42,84   | 31 mei 2004  | Rehlingen      |
| 5000 m    | 13.04,06  | 20 juli 2008 | Heusden-Zolder |
| 10.000 m  | 28.07,10  | 5 juni 2006  | Neerpelt       |

indoor
| Onderdeel   | Prestatie | Datum            | Plaats     |
| ----------- | --------- | ---------------- | ---------- |
| 1500 m      | 3.42,83   | 22 februari 2004 | Gent       |
| 3000 m      | 7.53,67   | 4 februari 2006  | Stuttgart  |
| 2 Eng. mijl | 8.27,23   | 18 februari 2005 | Birmingham |

## Palmares

### 1500 m
- 2004: 9e series WK indoor - 3,49.88

### 3000 m
- 1998:  Ter Specke Bokaal in Lisse - 8.13,88
- 2000:  Tessenderlo - 8.05,41
- 2001:  Flanders Cup Transport GETAX Meeting in Tessenderlo - 7.57,9
- 2002:  Vittel Flanders Cup- Meeting voor Mon in Heverlee - 7.57,48
- 2002:  Meeting de Montgeron - 8.12,94
- 2002:  Merksem International Meeting - 8.15,75
- 2003: 5e Internationalespfingstsportfest in Rehlingen - 7.49,55
- 2003:  Memorial Leon Buyle in Oordegem - 7.49,26
- 2004:  Pfingstsportfest in Rehlingen - 7.42,84
- 2005:  Europacup B in Leiria - 8.11,70
- 2007: 4e Pfingstsportfest in Rehlingen - 7.57,41
- 2007:  Memorial Leon Buyle in Oordegem - 7.46,94
- 2012:  Meeting Arcobaleno Atletica Europa in Celle Ligure - 8.00,61
- 2012:  Karlstad Grand Prix - 8.01,39

### 5000 m
- 2001: 6e Belgische kamp. in Brussel - 14.31,90
- 2003:  Papendal Games in Arnhem - 13.38,57
- 2004:  Global Athletics Meeting in Nijmegen - 13.23,77
- 2004:  Internationales Askina Sportfest in Kassel - 13.23,30
- 2004: 16e in serie OS - 14.03,58
- 2005: 5e Palio della Quercia in Rovereto - 13.25,66
- 2006:  Papendal Games in Arnhem - 13.31,53
- 2006: 11e EK in Goteborg - 14.04,96
- 2007:  Europacup in München - 14.15,46
- 2007:  Flanders Cup in Merskem - 13.52,35
- 2008:  Nacht van de Atletiek in Heusden - 13.04,06
- 2008: 1/2 finale OS - 13.54,41
- 2012:  Meeting International de Tunis - 13.35,33
- 2012:  Folksam Grand Prix in Sollentuna - 13.41,62
- 2013:  Paavo Nurmi Games in Turku - 13.37,52
- 2013:  Folksam Grand Prix in Sollentuna - 13.36,81
- 2013: 4e Bottrop Gala - 13.39,28
- 2013:  Schifflange International Meeting - 13.56,05
- 2013: 7e Jeux de la Francophonie - 14.02,66

### 10.000 m
- 2006:  Nacht van de Euregio in Neerpelt - 28.07,10
- 2006: 17e EK - 29.13,62
- 2009: 7e Europa Cup - 28.38,27

### 5 km
- 2010:  Redondo Beach Super Bowl Sunday - 15.27

### 10 km
- 2008: 5e Nike City Run in Hilversum - 30.33
- 2010:  Redondo Beach Super Bowl Sunday - 31.07
- 2012:  Challenge Solvay Ville De Dombasle - 30.36

### 10 Eng. mijl
- 2006:  Fortis Hoek van Holland - 53.24

### halve marathon
- 2009:  halve marathon van Austin - 1:01.47
- 2010: 4e halve marathon van Carlsbad - 1:07.08
- 2012:  halve marathon van Bolbec - 1:08.17
- 2012:  halve marathon van Rouen - 1:07.16

### veldlopen (korte afstand)
- 1997: 58e EK junioren in Oeiras - 18.34
- 2003: 112e WK in Lausanne - 12.42
- 2006: 12e Belgische kamp. in Oostende - 11.45
- 2012: 5e Lidingöloppet - 1:42.25